# David Manners (11e duc de Rutland)
Pour les articles homonymes, voir David Manners.

Blason des Manners

David Manners, 11e duc de Rutland (né le 8 mai 1959), est un aristocrate de la pairie d'Angleterre.
Le duc épouse en 1992 Emma Watkins et a deux fils et trois filles.